# Sitonia
Sitonia (in greco Σιθωνία?), conosciuta anche come Longos, è quella centrale fra le tre penisolette della Penisola Calcidica in Grecia.

## Amministrazione
Coincide all'omonimo comune della Grecia situato nella periferia della Macedonia Centrale di 12394 abitanti secondo i dati del censimento 2011. La sede dell'unità municipale è il paese di Nikiti.
A seguito della riforma amministrativa detta piano Kallikratis in vigore dal gennaio 2010 che ha abolito le prefetture e accorpato numerosi comuni, la superficie del comune è ora di 517 km² e la popolazione è passata da 8891 a 12394 abitanti.

## I centri abitati
- Agios Nikolaos
- Assa (Calcidica)
- Elia Akti
- Kalamitsi
- Metamorfosi
- Neos Marmaras
- Nikiti
- Ormos Panagias
- Partenonas
- Platanitsi
- Porto Carras
- Porto Koufo
- Pyrgaditika
- Salonikiou
- Sarti
- Sykia
- Toroni
- Vourvourou